# Глоринья
Глоринья (порт. Glorinha) — муниципалитет в Бразилии, входит в штат Риу-Гранди-ду-Сул. Составная часть мезорегиона Агломерация Порту-Алегри. Входит в экономико-статистический микрорегион Порту-Алегри. Население составляет 7134 человека на 2006 год. Занимает площадь 323,641 км². Плотность населения — 20,1 чел./км².

## История
Город основан 5 апреля 1988 года.

## Статистика
- Валовой внутренний продукт на 2006 год составляет 107 127 508,83 реалов (данные: Бразильский институт географии и статистики).
- Валовой внутренний продукт на душу населения на 2006 год составляет 15 016,47 реалов (данные: Бразильский институт географии и статистики).
- Индекс развития человеческого потенциала на 2000 год составляет 0,785 (данные: Программа развития ООН).